# Thomas Häberli
Thomas Häberli (* 11. April 1974 in Luzern) ist ein Schweizer Fussballtrainer und ehemaliger Fussballprofi, der zuletzt beim BSC Young Boys spielte. Seit 2009 ist er Trainer.

## Karriere als Spieler

### Vereine
Mit 20 löste er seinen Vertrag bei Lausanne auf, eine vermeintliche Diskushernie war diagnostiziert worden, und Häberli spielte nur noch in der 1. Liga. Sechs Jahre später und erlöst von den Rückenschmerzen, fand er wieder Gefallen am Leben als Profi. Er rief selbständig beim SC Kriens an, fragte nach einem Probetraining und erhielt schliesslich einen Vertrag. Nach einem Abstecher beim FC Basel (zu Schützenmatt-Zeiten) unterschrieb der bei den Young Boys in Bern und wurde dort zu einem Publikumsliebling. In der Transferwut seines Clubs blieb «Häbi» eines der wenigen Überbleibsel aus der Neufeld-Ära des Berner Klubs. Zuletzt war er sogar der dienstälteste Spieler in der Axpo Super League. In der Saison 2007/08 schoss Häberli 18 Tore und war damit der zweitbeste Torschütze der Liga. Er wurde nur von Teamkollege Hakan Yakin übertroffen.
Als bisher einziger YB-Spieler in der über 110-jährigen Geschichte des Vereins erhielt Häberli ein Abschiedsspiel, nachdem er in neun Jahren mit dem Verein vom Beinahe-Abstieg in die 1. Liga (dritthöchste Spielklasse) bis zum Schweizer Vizemeister alles mitgemacht hatte.

### Nationalmannschaft
2004 absolvierte er sein erstes und einziges Länderspiel für die Nationalmannschaft gegen die Mannschaft aus den Färöern. Für die EM 2008 forderten einige Medien und Fans die Aufnahme Häberlis ins Kader der «Nati», da sich der Stürmer im Herbst seiner Karriere auf den zweiten Platz der Torschützenliste der Super League schoss. Da sich Blaise Nkufo bei den Vorbereitungen für die Euro verletzt hatte, entschied sich Nationaltrainer Köbi Kuhn, Häberli in das vorläufige EM-Kader aufzunehmen. Am 27. Mai 2008, im (inoffiziellen) Testspiel gegen die U-21 des FC Lugano, schoss Thomas Häberli ein Tor für die Nationalmannschaft. Jedoch gab Köbi Kuhn am nächsten Tag bekannt, dass Häberli doch nicht an der Euro 2008 teilnehmen darf.

### Häberli-Jubiläum
Zu Gunsten des 110. Geburtstages der Berner Young Boys spielte die Schweizer Rockband Züri West unter dem Pseudonym «The Häberlis». Somit ehrten sie Häberli, die Nummer 15 bei YB, für seine langjährige Treue zu YB, so YB-Fan und Bandleader Kuno Lauener.

## Karriere als Trainer
Seine erste Station als Trainer (Saison 2009/2010) war der 3.-Ligist FC Perlen-Buchrain aus dem Kanton Luzern. Mit dieser Mannschaft erreichte er gleich den Aufstieg in die 2. Liga. Auf die Saison 2010/2011 übernahm er die Trainerfunktion der U-18-Junioren-Mannschaft des BSC Young Boys. Am 1. Juli 2013 übernahm er die U-21-Mannschaft des FC Basel als Nachfolger von Carlos Bernegger. In der Winterpause 2019 trennten sich Häberli und der FC Basel. Wenig später unterschrieb er als neuer Cheftrainer des FC Luzern bis zum Saisonende 2019.
Im Januar 2021 wurde er Trainer der estnischen Fussballnationalmannschaft, um sie in der Qualifikation für die WM 2022 zu betreuen. Bei der Qualifikation für die EM 2024 schaffte er es mit Estland bis in die Play-offs, wo das Team an Polen scheiterte. Auf die Saison 2024/25 nahm Häberli eine neue Herausforderung beim Genfer Traditionsverein Servette FC an, wo er den amtierenden Schweizer Cupsieger vom neu zum Sportchef beförderten René Weiler übernehmen konnte. Nachdem er die ersten vier Spiele der Saison 2025/26 verloren hatte – zwei in der Liga, zwei in der Champions-League-Qualifikation –, wurde Häberli Anfang August 2025 entlassen.

## Persönliches
Häberli hat mit seiner Exfrau zwei Töchter, mit seiner zweiten Frau einen Sohn sowie eine Tochter und wohnt mit allen Kindern und der zweiten Frau in Ballwil neben dem Bauernhof seiner Eltern in einem Einfamilienhaus.